# Nysius angustatus
Nysius angustatus är en insektsart som beskrevs av Philip Reese Uhler 1872. Nysius angustatus ingår i släktet Nysius och familjen fröskinnbaggar. Inga underarter finns listade i Catalogue of Life.